# Anarolius setitarsis
Anarolius setitarsis är en tvåvingeart som beskrevs av Richter 1963. Anarolius setitarsis ingår i släktet Anarolius och familjen rovflugor. Inga underarter finns listade i Catalogue of Life.